# Magadani terület
A Magadani terület (oroszul: Магаданская область [Magadanszkaja oblaszty]) az Oroszországi Föderáció tagja. Székhelye Magadan. 2010-ben népessége 156 996 fő volt. 

## Földrajz

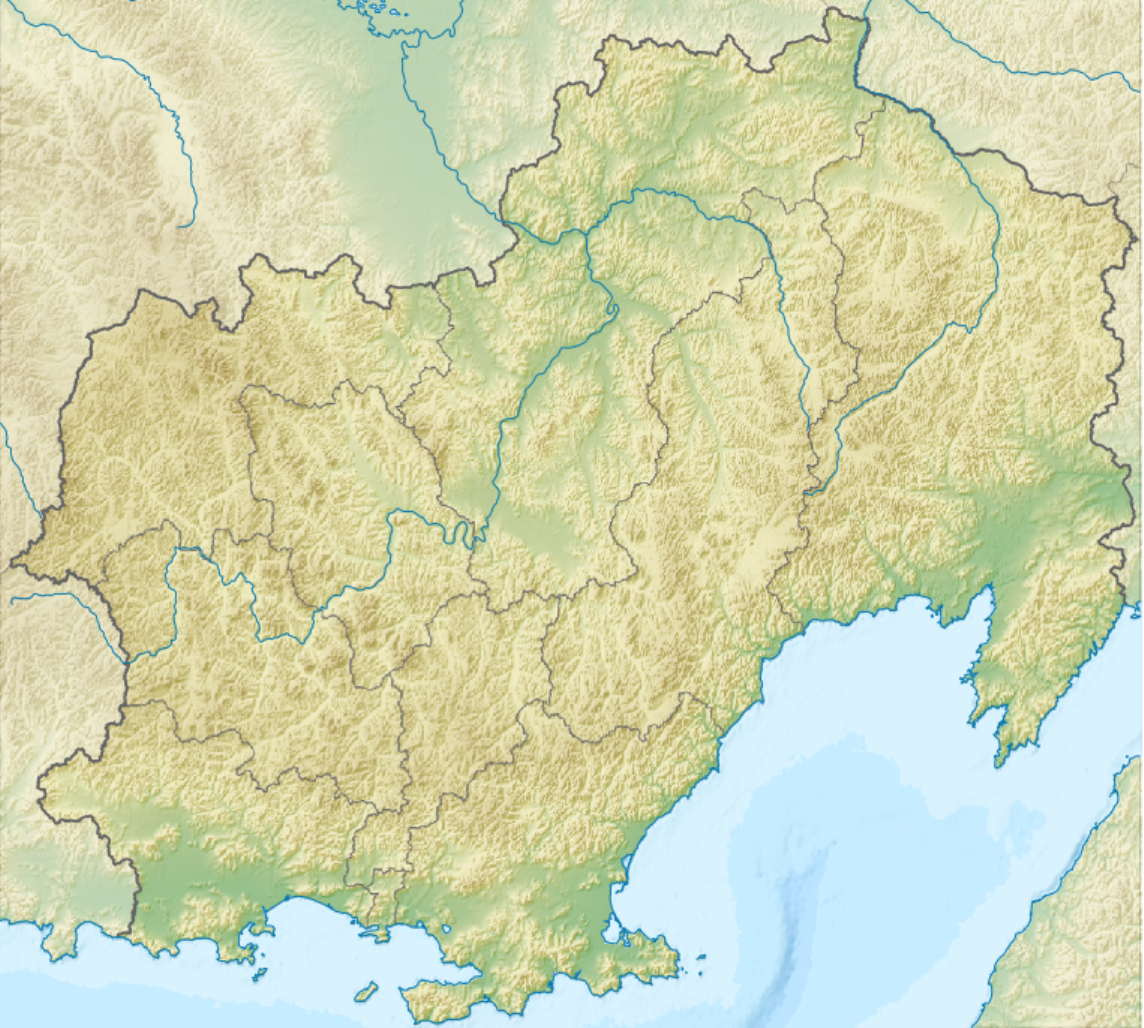
Domborzati térkép

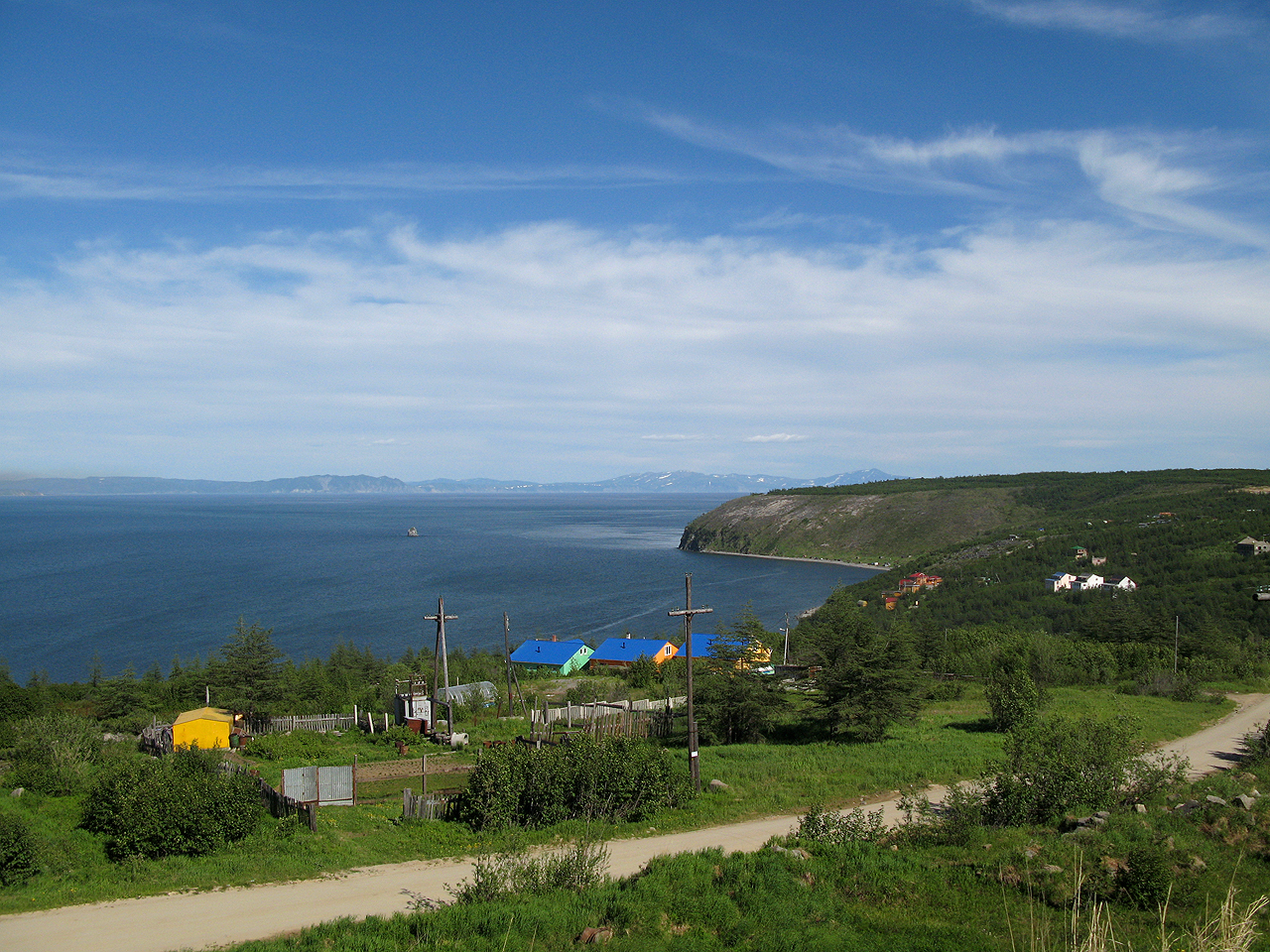
Gertner-öböl, Magadan

Ázsia északi részén, Oroszország távol-keleti vidékén, Szibériában található az Ohotszki-tenger partján. Területe 462 464 km². 
Határos a Csukcs Autonóm Körzettel, a Habarovszki határterülettel, a Kamcsatkai határterülettel és Jakutfölddel.
Jórészt hegyvidéki terület. Fő hegységei középen és keleten a Kolima-hegyvidék, északnyugaton a Cserszkij-hegylánc.
Fő folyói a Kolima és az Omolon.
A növényzet hegyvidéki sivatagi, tundra, és tajga.

## Népesség
Az elmúlt három népszámlálás alkalmával, a népesség száma drasztikusan csökkent.
- 1989-ben 391 687 lakosa volt, melyből 294 500 fő orosz (75,19%), 58 172 ukrán (14,85%), 7 400 fehérorosz, 5 700 tatár, 2 433 even (0,62%), 649 csukcs (0,17%), 41 csuvanc (0,01%).
- 2002-ben 182 726 lakosa volt, 145 511 fő orosz (80,18%), 18 068 ukrán (9,89%), 2 527 even (1,38%), 2 169 fehérorosz, 2 006 tatár, 888 korják (0,49%), 808 ingus, 780 német, 643 itelmen (0,35%), 314 kamcsadal (0,17%), 248 csukcs (0,14%), 79 jukagír (0,04%), 39 csuvanc (0,02%).
- 2010-ben 156 996 lakosa volt, melyből 127 936 orosz (81,49%), 9 857 ukrán (6,28%), 2 635 even (1,68%), 1 415 tatár, 1 121 fehérorosz, 900 korják (0,57%), 613 itelmen (0,39%), 285 csukcs (0,18%), 280 kamcsadal (0,18%), 71 jukagír (0,05%), 57 csuvanc (0,04%).

## Települések
A Magadani területen (a 2010. évi népszámláláskor) 2 város, 28 városi jellegű település és 55 falusi település található, de az utóbbi két kategóriába 3 illetve 11 lakatlan település is tartozik. A városi jellegű települések száma 1987-ben még 34 volt, a Szovjetunió megszűnése óta azonban néhányuk elvesztette e címét és faluvá alakult Oroszország más területeihez hasonlóan.
A 2010. évi népszámlálás adatai szerint 95% a városi (városokban vagy városi jellegű településeken élő) népesség aránya, ezzel a terület Oroszország egyik legvárosiasabb régiója. A falvak többsége alig néhány száz lakosú.
A Magadani terület 2500 főnél népesebb települései a következők (2021, félkövérrel a városok):
- Magadan (90 757)
- Ola (5 704)
- Szuszuman (4 439)
- Palatka (3 965)
- Szokol (3 892)
- Omszukcsan (3 493)
- Jagodnoje (2 846)
- Uszty-Omcsug (2 572)

## Közigazgatás és önkormányzatok
A Magadani terület élén a kormányzó áll:
- Nyikolaj Nyikolajevics Dudov: 2003 – 2013. szeptember.
- Vlagyimir Petrovics Pecsonij: 2013. szeptember – 2018. május 28. Ekkor idő előtti felmentését kérte.
- Szergej Konsztantyinovics Noszov: 2018. május 28-tól a kormányzói feladatokat ideiglenesen ellátó megbízott. Megbizatása a következő kormányzói választásig szólt.[2] Kormányzónak megválasztva 2018. szeptember 9-én.[3]

A Magadani terület (a 2010. évi népszámláláskor) közigazgatási szempontból 8 járásra oszlik. Ezen kívül Magadan városa területi alárendeltségű és hozzá van beosztva két városi jellegű település is, így ezek nem tartozik egyik járáshoz sem.
Az önkormányzatok területi beosztása megegyezik a közigazgatási felosztással. A 8 járás mindegyikében járási önkormányzat működik, Magadan pedig városi körzetet alkot, mely egyszintű önkormányzat, egyszerre gyakorolja a járási és a községi önkormányzati hatásköröket nem csak a városban, hanem a közigazgatásilag alá rendelt városi jellegű településeken is. A járásokhoz tartozik 20 városi község és 19 falusi község. A területen található 7 községközi terület is, melyek valamely járásnak a községekhez nem tartozó, ritkán lakott területei.
A járások és székhelyeik:
| Térkép                                     | Szám    | Járás neve            | Székhely              |
| ------------------------------------------ | ------- | --------------------- | --------------------- |
| A Magadani terület közigazgatási beosztása | 4.      | Észak-even járás      | Evenszk               |
| A Magadani terület közigazgatási beosztása | 8.      | Haszini járás         | Palatka               |
| A Magadani terület közigazgatási beosztása | 9.      | Jagodnojei járás      | Jagodnoje             |
| A Magadani terület közigazgatási beosztása | 2.      | Olai járás            | Ola                   |
| A Magadani terület közigazgatási beosztása | 3.      | Omszukcsani járás     | Omszukcsan            |
| A Magadani terület közigazgatási beosztása | 5.      | Szrednyekani járás    | Szejmcsan             |
| A Magadani terület közigazgatási beosztása | 6.      | Szuszumani járás      | Szuszuman             |
| A Magadani terület közigazgatási beosztása | 7.      | Tyenykai járás        | Uszty-Omcsug          |
| A Magadani terület közigazgatási beosztása | Továbbá |                       |                       |
| A Magadani terület közigazgatási beosztása | 1.      | Magadan városi körzet | Magadan városi körzet |